# Анке Енгелке
Анке Кристина Енгелке  (21. децембар 1965. у Монтреалу) је немачка комичарка, глумица, музичарка и водитељка.
У телевизијском шоуу „Наши најбољи" у продукцији ZDF-а у оквиру епизоде где је преко 30 000 Немаца бирало највеће немачке комичаре свих времена заузела је 9. место као једина жена.

## Детињство
Анке Енгелке рођена је у Монтреалу. Отац јој је био менаџер у Луфтханси, а мајка кореспондент за стране језике. Са својим сестрама одрасла је трилингвално, уз немачки, енглески и француски језик. Године 1971. породица се одселила у Ресрат, место поред Келна. Њен први јавни наступ био је у склопу дечијег хора који је био пратња певачу шлагера Хајну.

## Рад на телевизији
Од 1978. до 1980. радила је као водитељ емисије Moment mal на Радију Луксембург. Потом је радила као водитељ дневних дечјих емисија на ZDF. Од 1989. део је састава Fred Kellner und die famosen Soulsisters у ком пева заједно са својом сестром Сузане. Овај соул бенд наступа уживо два-три пута годишње.
Од 1996. до 2000. наступа у скеч-емисији Die Wochenshow. Већ је тада показивала способности трансформације у различите улоге. Учествовала је у серији Anke телевизије Sat. 1. Ова комедија приказивала се од 1999. до 2001, имала је две сезоне и одигравала се иза кулиса фиктивног ток-шоу програма. За своју улогу фиктивне водитељке добила је два пута Немачку награду за комедију за најбољу комичарку. 1997. глумила је у епизоди најпопуларније немачке детективске серије „Место злочина".
Од 2002. игра у скеч-серији Ladykracher, такође у продукцији Sat. 1. 2003. године емисија је била номинована за награду Еми и добитник је више награда у Немачкој. После треће сезоне прави паузу услед других телевизијских понуда, да би се 2008. емисија наставила. 2013. године завршена је 8. сезона.
У марту 2006. започиње рад на новој комедији Ladyland која је имала укупно 16 епизода. Од 2007. године Анке позајмљује свој глас Марџ Симпсон у цртаном филму Симпсонови на телевизији ProSieben. Од септембра ангажована је и у емисија за предшколску децу Die Sendung mit dem Elefanten.
У мају 2011. била је водитељ Песме Евровизије 2011. заједно за Штефаном Рабом и Јудит Ракерс у Диселдорфу. Те 2011. добила је на додели Немачких телевизијских награда две награде: као водитељка на избору за Песму Евровизије и глумица у скеч-комедији Ladykracher. Од 1999. године за своја достигнућа и доприносе на телевизији добија најмање једну награду годишње. Укупно је била 21 пут номинована за Немачку награду за комедију и добитник је 5 награда као соло комичар.
У мају 2012. године била је члан немачког жирија за Песму Евровизије 2012. у Азербејџану. Такође је у јавном преносу саопштавала поене које је Немачка доделила изведеним песмама. Једина је од тадашњих водитеља искористила прилику пред милионским аудиторијумом да скрене пажњу на положај људских права у Азербејџану. Пре саопштавања резултата гласања из Немачке, рекла је на енглеском језику: Вечерас нико није могао да гласа за своју земљу. Али, гласати је добро. И добро је имати избора. Много среће на вашем путовању, Азербејџан. Европа вас гледа. Те њене критичке речи изазвале су велико одушевљење од стране медија.

## Породица
Године 1994. Анке се удаје за клавијатуристу Андреаса Грима са којим има ћерку. Са њим се разводи 2005. године. Крајем исте године удаје се за музичара Клаус Фишера, са којим има два сина. Анке је узела мужевљево презиме али наступа и даље под својим девојачким презименом.